# Helga Winge
Helga Winge (Porto Alegre, 23 de janeiro de 1934) é uma bióloga brasileira e professora titular da UFRGS desde 1984. É considerada pelo CNPq uma das pioneiras da ciência no Brasil. É membro associado da Academia Brasileira de Ciências desde 1997, e membro da Academia de Ciências de New York, desde 1995.
Formou-se em História Natural em 1956 na Universidade Federal do Rio Grande do Sul (UFRGS). Tornou-se doutora em Ciências pela mesma universidade, em 1971.
Em sua atividade científica, destaca-se seu trabalho sobre genética de plantas. Foi pioneira brasileira na área de genética.